# Heinrich von Brentano di Tremezzo
Heinrich von Brentano di Tremezzo (født 6. juni 1904 i Offenbach am Main, død 14. november 1964 i Darmstadt) var en tysk politiker, der var medlem af CDU. Han fungerede som Tysklands udenrigsminister i Konrad Adenauers regering i perioden fra 1955 til 1961.
Heinrich von Bretano, der var af italiensk adelig afstamning var uddannet jurist og fungerede i 1943-45 som offentlig anklager i Hanau.
Efter 2. verdenskrig var Brentano en af grundlæggerne af CDU i Hessen og blev medlem af Landdagen i Hessen i 1946 og fra 1947 formand for CDU's gruppe i parlamentet. Han blev valgt ind i Forbundsdagen ved valget i 1949. Han var leder af CDU/CSU's gruppe i Forbundsdagen fra 1949 til 1955 og igen fra 1961 og frem til sin død.
Brentano var aktiv i den tyske europabevægelse og en vigtig person i forbindelse med etableringen af De Europæiske Fællesskaber (der siden blev til EU) og blev medlem af Europaparlamentet. Han var endvidere medlem af Europarådets Parlamentariske Forsamling.

## Eksterne links
- Wikimedia Commons har flere filer relateret til Heinrich von Brentano di Tremezzo